# Martie 1995
Acest articol este generat integral pe baza informațiilor din articolul 1995 și este actualizat periodic de un robot.
 Editările făcute în articol vor fi șterse la următoarea actualizare! Dacă doriți să faceți modificări, editați articolul-sursă.

ianuarie -
februarie -
martie -
aprilie -
mai -
iunie -
iulie -
august -
septembrie -
octombrie -
noiembrie -
decembrie
Martie 1995 a fost a treia lună a anului și a început într-o zi de miercuri.

## Evenimente
- 20 martie: A avut loc atentatul terorist din metroul din Tokio, organizat de secta Aum, soldat cu 12 morți și 5.500 de răniți. A fost primul atentat terorist cu armă chimică înregistrat în lume.
- 22 martie: La ședința Consiliului Executiv al C.D.R., Emil Constantinescu este reales (13 voturi pentru, 4 împotrivă) prin vot secret președinte al alianței și candidat al acesteia la alegerile prezidențiale din 1996. Contracandidații lui Emil Constantinescu au fost Ion Rațiu și Nicu Stăncescu.
- 23 martie: Sindicatul BNS scoate 40.000 de sindicaliști în Piața Revoluției. Este criticată în unanimitate „politica dezastruoasă a PDSR și a Guvernului Văcăroiu“. Sindicaliștii cer liberalizarea salariilor, creșterea salariului minim net pe economie la 118.000 lei, majorarea alocației pentru copii la 20.000 lei pe lună.[1]
- 26 martie: Pentru prima dată în 26 de ani, nici un soldat britanic nu patrulează străzile din Belfast, Irlanda.
- 28 martie: Vizita oficială a președintelui României, Ion Iliescu, în Italia și la Vatican.
- 30 martie: UE cere statelor foste comuniste să încheie tratare de bună vecinătate pentru aderare.
- 31 martie: Cea mai mare catastrofă din istoria aviației românești. O aeronavă TAROM Airbus 310, care executa zborul  RO-371, în direcția Bruxelles, se prăbușeste în flăcări în zona comunei Balotești, la ora 9:11, la 2 minute după decolarea de pe aeroportul Otopeni. Nu s-a descoperit nici un supraviețuitor dintre cele 59 de persoane aflate la bord. Raportul Comisiei de investigație pentru siguranța aviației a fost gata după 19 ani și arată că lipsa de acțiune a căpitanului, o posibilă decizie greșită luată de copilot și asimetria motoarelor au făcut ca aparatul să se prăbușească.
- 31 martie: Cazul Iuga. Dumitru Iuga, președintele Sindicatului Liber din Radio-Televiziunea Română se află în a 30-a zi de grevă a foamei. El acuză încercări ale conducerii Televiziunii și ale diferitelor structuri ale Puterii de a impune în Consiliul de Administrație al TVR propriii candidați, care sunt susținători ai Puterii.[1]

## Nașteri
- 1 martie: Genta Miura, fotbalist japonez
- 5 martie: Bernadette Szőcs, jucătoare română de tenis de masă, de etnie maghiară
- 9 martie: Ángel Martin Correa Martinez, fotbalist argentinian (atacant)
- 12 martie: Mira (Maria Mirabela Cismaru), cântăreață română
- 13 martie: Anna Viahireva, handbalistă rusă
- 14 martie: Park Ji Bin, actor sud-coreean
- 14 martie: Park Ji-bin, actor sud-coreean
- 17 martie: Mamadou Saliou Diallo, fotbalist portughez (atacant)
- 17 martie: Akari Hayami, actriță japoneză
- 18 martie: Irina Maria Bara, jucătoare română de tenis
- 19 martie: Héctor Bellerín Moruno, fotbalist spaniol
- 19 martie: Thomas Fotaq Strakosha, fotbalist albanez (portar)
- 27 martie: Sabin Strătilă, jucător român de rugby
- 31 martie: Anna Márton, scrimeră maghiară

## Decese
César Rodríguez Álvarez, 74 ani, fotbalist (atacant) și antrenor spaniol (n. 1920)
Georges J. F. Köhler (Georges Jean Franz Köhler), 48 ani, biolog german (n. 1946)
Vladislav Listiev, 38 ani, jurnalist rus (n. 1956)
Gusztáv Abafáy (n. Gusztáv Öffenberger), 93 ani, scriitor, istoric literar și publicist maghiar din România (n.1901)
Henry Felsen (Henry Gregor Felsen), 78 ani, scriitor american (n. 1916)
Dan Păltinișanu, 43 ani, fotbalist român (n. 1951)
James Scott-Hopkins, 73 ani, politician britanic (n. 1921)
Dumitru Almaș (n. Dumitru Ailincăi), 86 ani, prozator, istoric, scriitor român (n. 1908)
Albert Hackett (Albert Maurice Hackett), 95 ani, scenarist american (n. 1900)
Magda Ianculescu, 65 ani, solistă română de operă (n. 1929)
Aurel Bulgariu, 60 ani, handbalist român (n. 1934)
Gabriel Drăgan, muzician român, vocalist al formației „Mondial” (n. 1946)
Eazy-E (n. Eric Lynn Wrigh), 30 ani, rapper, producător muzical și director american (n. 1963)
Vladimir Maximov, 64 ani, scriitor rus (n. 1930)
Alejandro Morera Soto, 85 ani, fotbalist costarican (atacant), (n. 1909)
Ko Takamoro, 87 ani, fotbalist japonez (n. 1907)
Petru George Spacu, 89 ani, chimist român (n. 1906)
Selena Quintanilla-Pérez (n. Selena Quintanilla), 23 ani, cântăreață, compozitoare, actriță și designer de modă de origine mexicano-americană (n. 1971)